# Adirondack
A Adirondack egy InterCity vasúti járat az Amerikai Egyesült Államok és Kanada között. Az Amtrak üzemelteti 1974. augusztus 5. óta. Naponta átlagosan 322 (2019) utasa van, a legutolsó pénzügyi évben 117 490 (2019) utas utazott a járaton. A vonat New York és Montréal (Québec, Kanada) között közlekedik, naponta összesen egy pár. A vonat a 613 km-et 11 óra alatt teszi meg a MNCR, a  CSXT, a CP/D&H és a CN pályáin, miközben 19 állomást érint.

## Története
Az Amtrak 1971. május 1-jén történt megalakulásakor a Delaware & Hudson Railway (D&H) két vonatot közlekedtetett a New York-i Albany és Montreal között: a Montreal Limited (éjszakai) és a Laurentian (nappali) vonatot. Mindkét vonatot megszüntették, és három évig nem közlekedett a két város között D&H vonat. Az Amtrak 1972-ben kezdte meg a Montrealerrel a montreali szolgáltatást, amely New York helyett Vermonton keresztül közlekedett.
Az Adirondack 1974. augusztus 6-án kezdett el közlekedni (egy előző napi ünnepi vonattal) a New York-i Grand Central Terminalból Albanyba, majd a D&H vonalán át a montreali Windsor állomásig. A vonat kezdettől fogva New York állam pénzügyi támogatásával üzemelt. A vonat kezdetben a New York-Buffalo Empire State Expressz egy szakaszaként közlekedett.
Kezdetben az Adirondack ugyanazt az útvonalat használta, mint a D&H elődei: az egykori Rensselaer and Saratoga Railroad-on keresztül Watervliet-en és Mechanicville-en keresztül New Yorkban, majd a Schenectady-Mechanicville teherforgalmi kerülőúton át Saratogába közlekedett. Az 1978. április 30-i menetrendváltással az Adirondack mindkét megállót kihagyta, de továbbra is használta az útvonalat. 1978. október 29-én a vonatot átirányították Schenectady-n keresztül, de csak 1979. január 29. után állt meg ott. 1986. január 12-ig az Adirondack a CP Rail Windsor állomását használta, amikor is átirányították a CN Rail központi állomására. Az Empire Connection 1991-es megépítéséig a vonat a New York-i Penn Station helyett a Grand Central Terminalt szolgálta ki.

## Forgalom
Az utasforgalom az elmúlt években az alábbi módon változott:
| 2019 | 117 490 |